# Georgi Kandelaki
Georgi Kandelaki (in georgiano გიორგი კანდელაკი?; Variani, 10 aprile 1974) è un ex pugile georgiano.

## Palmarès

### Mondiali dilettanti
- 2 medaglie:
  - 1 oro (Budapest 1997 nei pesi supermassimi)
  - 1 argento (Tampere 1993 nei pesi massimi)

### Europei dilettanti
- 1 medaglia:
  - 1 oro (Bursa 1993 nei pesi massimi)